# Saison 37 d'Alerte Cobra
Chronologie
Saison 36 Saison 38
Cet article présente le guide des épisodes la trente-septième saison de la série télévisée Alerte Cobra.

## Distribution

### Acteurs principaux
- Erdoğan Atalay : Sami Gerçan (inspecteur)
- Vinzenz Kiefer : Alex Brandt (inspecteur)

### Acteurs récurrents
- Katja Woywood : Kim Krüger (chef de service)
- Daniela Wutte : Susanne König (secrétaire)
- Gottfried Vollmer : Boris Bonrath (brigadier)
- Katrin Heß : Jenny Dorn (brigadier)
- Niels Kurvin : Armand Freund (police scientifique)
- Kerstin Thielemann : Isolde Maria Schrankmann (procureure générale)
- Carina Wiese : Andréa Gerçan (femme de Sami)

## Diffusion
En Allemagne, la saison a été diffusée du 12 mars 2015 au 30 avril 2015, sur RTL Television.
En France, la saison a été diffusée du 13 juin 2016 au 22 juin 2016 sur TMC.

## Épisodes

### Épisode 1:Hors course
- Allemagne : 12 mars 2015 sur RTL Television
- France : 13 juin 2016 sur TMC

Ralf Schumacher : lui-même

### Épisode 2:La mort aux trousses[1/2]
- Allemagne : 19 mars 2015 sur RTL Television
- France : 14 juin 2016 sur TMC

Une fête est organisée à l'occasion des 40 ans de carrière de Boris. Alors que la fête bat son plein, une explosion a lieu dans le bâtiment, manquant de tuer tous les invités et en blessant plusieurs. Alex et Sami sont alors persuadés qu'il s'agit d'un attentat. 
Leur enquête les mène vers Grundmann, un trafiquant d’armes que la brigade autoroutière et le LKA pourchassent depuis un long moment. Grundmann n’est cependant pas du genre à se salir les mains et a mandaté quelqu'un pour faire disparaître toutes traces pouvant l'incriminer. 
La procureure Shrankmann est gravement blessée. 

### Épisode 3:La mort aux trousses[2/2]
- Allemagne : 26 mars 2015 sur RTL Television
- France : 14 juin 2016 sur TMC

Le commissariat doit faire face à la tragique disparition de Boris. Markus Hofer, son meurtrier, est toujours en fuite et semble maintenant déterminé à éliminer Jenny, qu'il juge responsable de la mort de son fils.

### Épisode 4:Les preuves du feu
- Allemagne : 2 avril 2015 sur RTL Television
- France : 15 juin 2016 sur TMC

### Épisode 5:La peur au ventre
- Allemagne : 9 avril 2015 sur RTL Television
- France : 16 juin 2016 sur TMC

### Épisode 6:Le match de sa vie
- Allemagne : 16 avril 2015 sur RTL Television
- France : 20 juin 2016 sur TMC

### Épisode 7:Cruelle désillusion
- Allemagne : 23 avril 2015 sur RTL Television
- France : 21 juin 2016 sur TMC

### Épisode 8:L'heure des comptes
- Allemagne : 30 avril 2015 sur RTL Television
- France : 22 juin 2016 sur TMC